# Toni Mengual
Antonio José López Mengual, más conocido como Toni Mengual (Madrid, España, 21 de enero de 1991), es un exfutbolista y entrenador de porteros de fútbol en activo, que ha desarrollado su carrera en equipos como Club Atlético de Madrid, Málaga CF, Levante UD y Deportivo Alavés entre otros.

## Trayectoria
Como portero se formó en las categorías inferiores del Club Atlético de Madrid pasando por todas las etapas de formación hasta llegar a los juveniles del club rojiblanco para posteriormente a los 17 años ser fichado por el Rayo Vallecano de Madrid, club con el que disputó el Mundialito de clubes juvenil cayendo en semifinales contra el Real Madrid Club de Fútbol. A la campaña siguiente, el Getafe Club de Fútbol lo firmó para su cantera, donde alternaba entrenamientos con el primer equipo con 18 años, hasta que una lesión frenó su prometedora carrera deportiva como portero, para posteriormente comenzar su carrera como entrenador de porteros tras realizar los cursos de entrenador y obtener las licencias de especialista en entrenamiento de porteros por la Real Federación Española de Fútbol y la licencia UEFA Goalkeeper A.

Su carrera como entrenador de porteros comenzó en 2010 en las categorías inferiores del Club Atlético de Madrid durante tres temporadas para finalmente recalar en el filial del Málaga CF en la campaña 2013/2014, de la mano del entrenador Salva Ballesta, durante un periodo de dos temporadas en las que el equipo consiguió clasificarse para disputar los Play Off de ascenso a segunda división B.
En la temporada 2015/2016, el técnico Juan Ramón López Muñiz lo reclutó para su cuerpo técnico en la Agrupación Deportiva Alcorcón en segunda división, siendo uno de los entrenadores de porteros más jóvenes en llegar al fútbol profesional con tan solo 24 años, ese año el equipo finalizó en séptima posición quedándose a las puertas de disputar el Play Off de ascenso a primera división.
Tras su paso por la Agrupación Deportiva Alcorcón, acompañó a Juan Ramón López Muñiz en el Levante Unión Deportiva en la temporada 2016/2017. Con 26 años se convirtió en el entrenador de porteros español más joven en conseguir un ascenso a primera división. En esa campaña, el equipo logró el regreso a la máxima categoría del fútbol español el 29 de abril de 2017, con un mes de antelación antes de finalizar la competición, proclamándose campeón la Liga de segunda división al finalizar el campeonato y a su vez el guardameta Raúl Fernández ganó el primer Trofeo Zamora de la historia del club levantino.
La siguiente campaña en primera división, el equipo mantuvo un buen nivel hasta que una serie de resultados en la fase final del campeonato propiciaron la salida del técnico Juan Ramón López Muñiz y con él todo su staff técnico, el equipo finalmente consiguió la permanencia.
En la temporada 2018/2019, regresó al Málaga Club de Fútbol. Esa campaña, el equipo finalmente consiguió una plaza para disputar el Play Off de ascenso a primera división. Tras su paso por el club malagueño, recalaría el 5 de julio de 2020 en el Deportivo Alavés de la mano del entrenador Juan Ramón López Muñiz, con el objetivo de mantener al equipo en primera división, objetivo que finalmente se consiguió sellando la permanencia en primera división.

## Clubes

### Como entrenador de porteros
| Club                       | País          | Año                 |
| -------------------------- | ------------- | ------------------- |
| Club Atlético de Madrid    | España        | 2010-2013           |
| Málaga C. F.               | España        | 2013-2015           |
| A. D. Alcorcón             | España        | 2015-2016           |
| Levante U. D.              | España        | 2016-2018           |
| Málaga C. F.               | España        | 2018-2019           |
| Deportivo Alavés Getafe CF | España España | 2020 Julio-Oct 2021 |

## Palmarés

### Campeonatos nacionales
| Título                  | Club       | País   | Año       |
| ----------------------- | ---------- | ------ | --------- |
| Título segunda división | Levante UD | España | 2016-2017 |